# Mark Lenzi
Mark Edward Lenzi (Huntsville, Alabama, 1968. július 4. – Greenville, Észak-Karolina, 2012. április 9.) olimpiai bajnok amerikai műugró, az 1992-es és az 1996-os olimpiák résztvevője.

## Élete

### Magánélete
1984-ben, 16 évesen a legendás amerikai műugró Greg Luganis olimpiai győzelmének hatására kezdett el műugróedzésekre járni. Addig birkózott, és mivel apja nem engedte a sportágváltást inkább elszökött otthonról. Két hét múlva tért haza. 1986-ban érettségizett a Stafford High School-ban, majd csatlakozott a Northern Virginia-i műugró csapathoz. Ösztöndíjat szerzett és ebből az Indiana Egyetemen tanult, ahol kétszeres NACC-bajnok lett (1989, 1990).

### Sportkarrierje
Már kétszeres országos bajnok volt 1 méteren, de később 3 méteren ért el fantasztikus eredményeket. Az 1992-es barcelonai olimpián a 3 méteres számban olimpiai elsőséget szerzett, két évvel később pedig visszavonult. A sporttól távol azonban nem találta meg számításait, ezért 1995-ben ismét visszatért, és Hobie Billingsley edző keze alatt ismét munkának látott. A már korábban megszerzett aranyérme mellé 1996-ban, Atlantában egy bronzot is begyűjtött.
Összesen 18 nemzetközi viadalon győzött, ő volt az első a műugrás történetében, aki ugrásáért 100 feletti pontszámot kapott. Pályafutása befejezésével edzőként dolgozott az East Carolina Egyetemen. Négy tanítványa is korosztályos bajnok lett.

## Betegsége és halála
2012 márciusában a Vidant Medical Centerbe szállították, mivel alacsony vérnyomása miatt többször elájult. Édesanya azt nyilatkozta, hogy fia gyógyszert szed szívbetegségére. 2012. április 9-én halt meg.